# Курбат Иванов
Курбат Афанасиевич Иванов (на руски: Курбат Афанасьевич Иванов) е руски енисейски казак и пътешественик-изследовател.

## Изследователска дейност (1643 – 1665)
През 1643 г. Иванов, с отряд от 74 казаци, се изкачва по река Лена и по притока ѝ Иликта, пресича Приморския хребет и пръв достига и открива езерото Байкал, а в него остров Олхон (730 км2). На езерото казаците построяват малки корабчета, с които по заповед на Иванов, отряд от 36 души начело със Семьон Скороход достига до северното крайбрежие на езерото, открива устието на река Горна Ангара и построява в устието ѝ зимовище. В края на годината с останалата половина от отряда Курбат Иванов по замръзналото вече езеро достига до устието на река Баргузин, но там е нападнат от бурятите и се налага бързо отстъпление. По този начин казаците на Иванов откриват над 600 км от крайбрежието на Байкал и Баргузинския хребет. Казаците, оставени в устието на Горна Ангара, прекарват в обсада почти половин година, но съумяват да се измъкнат и се добират до Братск през лятото на 1644.
В средата на 50-те години на XVII век проследява около 1000 км от течението на река Ольокма (десен приток на Лена), до устието на река Тунгир, като открива десния ѝ приток река Нюкжа. Там той пребивава около две години, като се занимава с лов на соболи и след връщането си внася в хазната 160 соболови кожи.
От май 1659 до 1665 служи в Анадирския острог. В началото на юни на 1660 с група от 22 казаци се спуска по река Анадир до устието ѝ и продължава на североизток към нос Чукотка (Дежньов). На осмия ден от плаването ледовете затискат корабчето и го повреждат сериозно, но казаците успяват да го ремонтират. В средата на юли руснаците откриват залива Кръст, а на 10 август – залива Провидения, където се срещат с чукчите, от които със сила отнемат голямо количество убити гъски. На 25 август мореплавателите поемат обратно и на 24 септември се завръщат в анадирското зимовище.
След завръщането си в Якутск през 1665 г. през следващата година съставя т.нар. „Анадирски чертеж“ – първата карта на басейна на река Анадир и северозападното крайбрежие на Берингово море.